# Монтеарагон
Монтеарагон (ісп. Montearagón) — муніципалітет в Іспанії, у складі автономної спільноти Кастилія-Ла-Манча, у провінції Толедо. Населення — 579 осіб (2010).
Муніципалітет розташований на відстані близько 95 км на південний захід від Мадрида, 55 км на захід від Толедо.

## Демографія
Динаміка населення (INE ):

## Галерея зображень

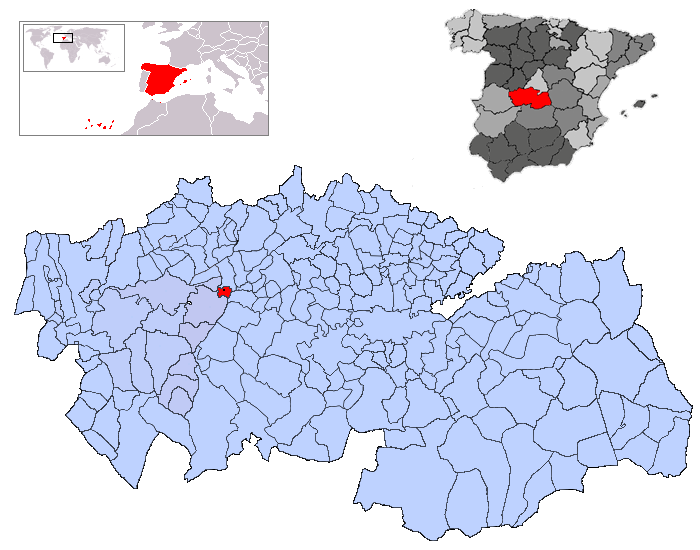
Розташування муніципалітету у провінції Толедо